# پشته بنان
پشته بنان، روستایی در دهستان آبنما بخش مرکزی شهرستان رودان در استان هرمزگان ایران است.

## جمعیت
بر پایه سرشماری عمومی نفوس و مسکن در سال ۱۳۹۵، جمعیت این روستا برابر با ۱٬۳۵۱ نفر (۳۸۳ خانوار) بوده‌است.